# Наро-Фомінськ
Наро-Фомі́нськ (рос. Наро-Фоминск) — місто обласного підпорядкування в Московській області, адміністративний центр Наро-Фомінського району, з 2005 року входить до складу міського поселення Наро-Фомінськ. Населення станом на 2014 рік складало 62295 чол. Місто розташовано на відстані 70 км на південний захід від Москви на березі річки Нара (притока Оки). Залізнична станція.

## Історія

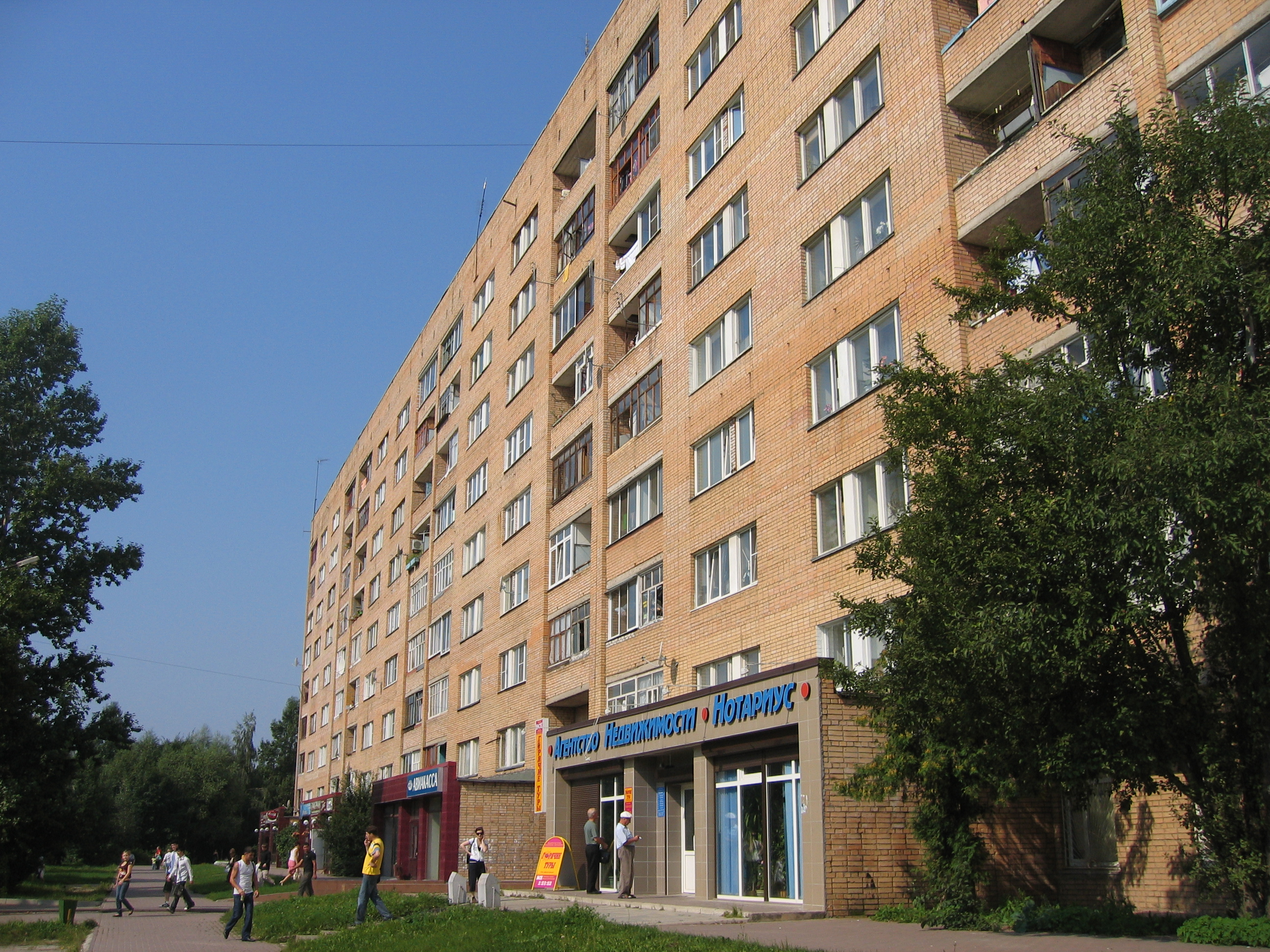
Квартали Наро-Фомінська

Місто утворилось у 1864 році з сіл розташованих на протилежних берегах річки Нари: села Фомінське, відомого з 1328 року та села Мала Нара. Гідронім Нара має балтійське походження: лит. nara означає «потік». У жовтні 1812 року під час відступу французької армії Наполеон ночував у місцевій церкві. У 1840-і роки в районі Малої Нари виникли 2 бавовнопрядильні фабрики.
У 1925 році утворено робітниче селище Наро-Фомінськ, яке 15 березня 1926 року отримало статус міста. У роки II Світової війни в районі Наро-Фомінська йшли важкі бої: з 22 жовтня 1941 року по 26 грудня 1941 року місто було частково зайнято німецькими військами.

## Символіка
Місто Наро-Фомінськ має власну символіку: герб та прапор. В основі герба — у пересіченому зелено-червленому полі — срібний хвилястий пояс протягнутий справа через два золотих малих ткацьких човника у супроводженні з червлені золотим щитком. Міську символіку ухвалено 23 листопада 2006 року.

## Міський округ
Наро-Фомінськ є центром міського поселення до якого також входить ряд сіл та селиш, а саме селища Александровка, Базисний Розсадник, селище Будинку відпочинку «Бекасово», а також села Алексеєвка, Афанасовка, Бекасово, Івановка, Могутово, Пожитково, Савеловка, Терновка, Турейка.

## Промисловість
Наро-Фомінськ — великий центр текстильної промисловості Підмосков'я: тут розташовано шовковий комбінат, трикотажна та швейно-картонажна фабрика. Окрім того є завод з виробництва пластмас, виробництво тепло- та електроізоляційних виробів і дві іграшкові фабрики.

## Транспорт
У місті розташована залізнична станція

## Населення
| Рік  | тис. чол | рік  | тис. чол | рік  | тис. чол | рік  | тис. чол |
| ---- | -------- | ---- | -------- | ---- | -------- | ---- | -------- |
| 1926 | 15.9     | 1976 | 54       | 1998 | 58.3     | 2008 | 71.4     |
| 1931 | 18.4     | 1979 | 55.9     | 2000 | 57.7     | 2010 | 71.1     |
| 1939 | 31.6     | 1982 | 57       | 2001 | 57.4     | 2011 | 64.7     |
| 1959 | 35.4     | 1986 | 59       | 2003 | 70.5     | 2012 | 63.9     |
| 1967 | 44       | 1989 | 58.3     | 2005 | 71.0     | 2013 | 63.0     |
| 1970 | 48.7     | 1992 | 59.1     | 2006 | 70.7     | 2014 | 62.3     |
| 1973 | 52       | 1996 | 58.6     | 2007 | 71.0     |      |          |

## Освіта
У місті розташована філія Російського державного соціального університету та філія Санкт-Петербурзького інституту зовнішньоекономічних зв'язків.

## Культура, ЗМІ
Наприкінці 19 століття в Наро-Фомінськ часто приїжджав художник В. В. Верещагін який писав картини, присвячені французько-російській війні 1812 року. У Наро-Фомінську розташовано музей Віри Волошиної та Наро-Фомінський історико-краєзнавчий музей.

## Пам'ятки історії та архітектури
З 1960-х років місто забудовується багатоповерховими будинками, тому кількість пам'яток архітектури незначна. Статус пам'ятки має Церква Миколи Чудотворця, яка датується 1852 роком. Також у місті встановлено два пам'ятні знаки, присвячені II Світовій війні: танк «Т-34» та «152-мм гаубиця». Танк встановлено поруч із Святомиколаєвською церквою

## Релігія
Основним храмом міста є храм Святого Миколая, який розташовано на пагорбі — він є візитівкою міста. Храм належить до РПЦ. Храм збудовано на місці старого дерев'яного храму в якому, за легендою, ночував Наполеон.

Також у 2012 розпочалось будівництво церкви Новомучеників та ісповідників Церкви Російської (РПЦ)

## Персоналії
- Панков Рудольф Миколайович (*1937) — радянський і російський актор кіно та дубляжу.

## Міста-партнери
- Бобруйськ (Білорусь)
- Даугавпілс (Латвія)
- Єлин Пелин (Болгарія)